# Weiltingen
Weiltingen – gmina targowa w Niemczech, w kraju związkowym Bawaria, w rejencji Środkowa Frankonia, w regionie Westmittelfranken, w powiecie Ansbach, wchodzi w skład wspólnoty administracyjnej Wilburgstetten. Leży około 30 km na południowy zachód od Ansbachu, nad rzeką Sulzach.

## Dzielnice
W skład gminy wchodzą następujące dzielnice: Veitsweiler, Wörnitzhofen, Ruffenhofen, Frankenhofen, Hahnenberg, Unterklingen, Oberklingen, Bosacker.